# Критика Human Rights Watch
Міжнародна неурядова організація Human Rights Watch (HRW) стала об'єктом інтенсивної критики з боку ряду спостерігачів. Серед критиків HRW — національні уряди, які проводили розслідування, засоби масової інформації, громадськість, ОСІНТ-ери та її колишній голова Роберт Л. Бернштейн. Критика зазвичай відноситься до категорії передбачуваної упередженості, часто у відповідь на критичні звіти HRW. Звинувачення в упередженості включають вплив на організацію політики уряду США, зокрема щодо звітності про Югославію, Латинську Америку та спотворення прав людини в Еритреї та Ефіопії. Звинувачення щодо арабо-ізраїльського конфлікту включають заяви про упередженість HRW щодо Ізраїлю. HRW публічно відповіла на критику своїх репортажів про Латинську Америку та арабо-ізраїльський конфлікт. Також кількаразово було помічено про-російські наративи під час російсько-української війни

## Фінансування
7 вересня 2010 року було оголошено, що Джордж Сорос планує пожертвувати 100 доларів мільйонів для Human Rights Watch.
Журналісти критикували HRW за запити, заохочення або прийняття фінансових пожертв у Саудівській Аравії та за її методи збору коштів. Критики звинувачують, що ці методи включають описи «битв» HRW та суперечки з Ізраїлем та його прихильниками. За словами колумніста The Jerusalem Post Герба Кейнона та Джеффрі Голдберга, кореспондента The Atlantic і колишнього колумніста JP, це ставить під загрозу чесність HRW. Під час обміну електронною поштою Голдберг запитав Кеннета Рота, чи були зібрані кошти для боротьби з проізраїльськими лобістськими групами. Рот відповів: «Саудівці, очевидно, знають про систематичні напади на нас з боку різних рефлексивних захисників Ізраїлю. Усі знають», додавши, що ці скарги є звичайними в «обговореннях» під час збору коштів і не лише в Саудівській Аравії.
Девід Бернстайн з Школи права Університету Джорджа Мейсона писав, що «щось не так, коли правозахисна організація їде в одну з найгірших країн у світі з правами людини, щоб зібрати гроші на судовий процес проти Ізраїлю», хоча Inter Press Пізніше Сервіс сказав, що він вибачився за припущення, що HRW не обговорювала під час зустрічей порушення прав людини в Саудівській Аравії.
За даними Human Rights Watch, звинувачення в тому, що HRW «порушила свій нейтралітет», зустрівшись із саудівськими донорами, ґрунтувалися на «оманливих припущеннях і невірних фактах». HRW зазначила, що в травні 2009 року співробітники провели дві презентації в приватних саудівських будинках для людей, зацікавлених в організації. Серед приблизно 50 гостей на прийомі в Ер-Ріяді троє мали урядові зв'язки: «представник Міністерства внутрішніх справ; заступник голови Комісії з прав людини, урядової організації; і член Ради Шури, призначений урядом консультант тіло». Згідно з HRW, ніхто з цих осіб не вимагав коштів; HRW ніколи не приймає кошти від урядовців будь-якої країни, і немає жодних причин, чому громадяни Саудівської Аравії не можуть законно бажати підтримувати права людини.
HRW повідомила Inter Press Service, що ідея про те, що «будь-які гроші з Саудівської Аравії заплямовані, оскільки вони надходять із країни з тоталітарним правлячим режимом, є грубим узагальненням». … Етнічне походження наших донорів не має значення для роботи, яку ми виконуємо … Для нашої роботи в Ізраїлі не має відношення те, що багато, багато наших донорів є євреями. І це не має відношення до роботи, яку ми робимо, що ми отримуємо гроші з арабських країн". За даними організації, на прийомах обговорювалася її робота в Саудівській Аравії, включаючи «висвітлення прав жінок, смертну кару для неповнолітніх, домашню прислугу та дискримінацію релігійних меншин». HRW також зазначила: «За останні роки жодна інша правозахисна група не підготувала більш всеосяжну, детальну та ретельну роботу з проблем прав людини в Саудівській Аравії, ніж Human Rights Watch». Незважаючи на те, що ситуація в Газі висвітлювалася, HRW стверджувала, що висвітлення було виправданим, оскільки війна в Газі домінувала у світових заголовках і є регіональною проблемою в Саудівській Аравії. Критика HRW як антиізраїльська протиставлялася звинуваченням HRW у більшій частині Близького Сходу в тому, що HRW м'яко ставиться до порушень прав людини Ізраїлем.
У 2008 році HRW опублікувала один звіт для кількох країн і п'ять звітів для однієї країни, в яких критикував уряд Саудівської Аравії. У серпні 2009 року організація опублікувала доповідь «Права людини та відповідь Саудівської Аравії на боротьбу з тероризмом: релігійне консультування, утримання під вартою на невизначений термін і недосконалі судові процеси», у якій критикувала антитерористичну програму уряду Саудівської Аравії.
У 2023 році MEMRI опублікував документ Катару, в якому згадується пожертва 3 мільйони доларів США HRW у 2018 році

## Звинувачення в ідеологічній та селекційній упередженості
HRW звинуватили в упередженості щодо збору доказів, оскільки вона, як кажуть, «недовірливо ставиться до цивільних свідків у таких місцях, як Газа та Афганістан», але «скептично ставиться до будь-кого в уніформі». Її засновник Роберт Бернштейн звинуватив організацію в поганих методах дослідження та в тому, що вона покладалася на «свідків, чиї історії неможливо перевірити та які можуть свідчити заради політичної вигоди або тому, що вони бояться помсти з боку власних правителів». У жовтні 2009 року Бернстайн заявив, що організація втратила критичний погляд на події на Близькому Сході : «Регіон населений авторитарними режимами з жахливими дотриманням прав людини. Проте в останні роки HRW написав набагато більше засуджень Ізраїлю за порушення міжнародного права, ніж будь-якої іншої країни в регіоні». HRW відповіла, сказавши, що HRW «не приділяє більше часу та енергії Ізраїлю, ніж іншим країнам регіону чи світу». Том Портеус, директор лондонського відділення HRW, відповів, що організація відкидає «очевидні подвійні стандарти Бернштейна. Будь-яка правозахисна організація, яка заслуговує на довіру, повинна застосовувати однакові стандарти прав людини до всіх країн».
Як пише The Times, HRW «не завжди практикує прозорість, толерантність і підзвітність, до яких вона закликає інших». The Times звинуватила HRW у дисбалансі, стверджуючи, що вона ігнорує порушення прав людини в певних режимах, водночас інтенсивно висвітлюючи інші конфліктні зони (зокрема Ізраїль). Незважаючи на те, що HRW опублікувала п'ять звітів про Ізраїль протягом одного чотирнадцятимісячного періоду, The Times вперше повідомила, що за двадцять років HRW опублікувала лише чотири звіти про конфлікт у Кашмірі (незважаючи на 80 000 смертей, пов'язаних із конфліктом у Кашмірі та «тортури та позасудові вбивства … у величезних масштабах») і спочатку говорилося про відсутність звіту про насильство та репресії після виборів в Ірані. У своєму виправленні, опублікованому 4 квітня 2010 року, The Times стверджує, що HRW опублікувала дев'ять статей про конфлікт у Кашмірі та один звіт про зловживання після виборів в Ірані в лютому того ж року. Джерело розповіло The Times : «Іран просто не поганий хлопець, якого вони хочуть висвітлити. Їхні серця не в цьому. Погодьтеся, те, що їх справді хвилює, — це Ізраїль». Газета цитує Ноа Поллака, критика та консервативного коментатора HRW, який сказав, що HRW хвилює, якщо Ізраїль жорстоко поводиться з палестинцями, але «менше стурбований, якщо злочинці є співвітчизниками-арабами». Одним із наведених прикладів був конфлікт у Лівані 2007 року в таборі біженців Нахр аль-Баред, і було сказано, що HRW опублікувала один прес-реліз, але не звіт. У свою чергу The Times повідомила, що HRW написала три прес-релізи та повідомила про зловживання палестинцями з боку Палестинської влади, ХАМАС, Кувейту, Йорданії та Іраку.
У випуску The Spectator за лютий 2013 року Нік Коен писав: « Amnesty International і HRW з жахом дивляться на тих, хто говорить про вбивства, каліцтва та гноблення, якщо вбивці, калічники та гнобителі не вписуються в їхній сценарій». Роберт Бернштейн звинуватив HRW у дозволі репресивним режимам грати в «гру моральної еквівалентності», не зважуючи докази відповідно до того, чи були вони зібрані у відкритому чи закритому суспільстві, і не визнаючи жодної «різниці між злочинами, скоєними в необхідної оборони та тих, що вчинені навмисно». The Times звинуватила HRW у наповненні свого штату колишніми радикальними політичними активістами, включаючи Джо Сторка та Сару Лію Вітсон: «Теоретично така організація, як HRW, не обрала б дослідниками людей, які так очевидно стоять на одній стороні». HRW звинувачують у небажанні (або нездатності) сприймати загрози, які представляє ісламський екстремізм, оскільки їхня ліва ідеологія змушує їх розглядати критику Хезболли, ХАМАС, Аль-Каїди та подібних груп як «небезпечне відволікання від справжньої боротьби». Прикладом може бути словесна атака 2006 року на Пітера Тетчелла, якого співробітники HRW звинуватили в расизмі, ісламофобії та колоніалізмі за критику страти гомосексуалістів в Ірані.
У травні 2014 року було опубліковано відкритий лист з критикою HRW за тісні зв'язки з урядом США. Лист підписали лауреати Нобелівської премії миру Адольфо Перес Есківель і Майрід Корріган, колишній помічник Генерального секретаря ООН Ганс фон Спонек, спеціальний доповідач ООН з прав людини на палестинських територіях Річард А. Фальк і понад 100 учених і культурних діячів. У листі згадується ряд посадових осіб HRW, які брали участь у зовнішніх політичних ролях в уряді США, включно з директором із захисту інтересів Вашингтона Томом Малиновським, який раніше був спічрайтером Мадлен Олбрайт і спеціальним радником Білла Клінтона, а згодом помічником держсекретаря. за демократію, права людини та працю Джону Керрі та членам дорадчого комітету HRW Americas Майлзу Фрешетту (колишньому послу Сполучених Штатів у Колумбії) та Майклу Шифтеру (колишньому директору Латинської Америки Національного фонду підтримки демократії, який фінансується урядом США). У листі HRW протиставляє критику кандидатури Венесуели до Ради ООН з прав людини в листі до Уго Чавеса з відсутністю засудження щодо перебування Сполучених Штатів як члена ради, незважаючи на використання урядом США «списку вбивств». для визначених ворогів, постійне використання екстраординарних видань і продовження утримання комбатантів на військово-морській базі Гуантанамо. Підписанти закликали HRW заборонити тим, хто бере участь у формуванні або проведенні зовнішньої політики США, працювати співробітниками організації, радниками або членами правління, або як мінімум, запровадивши тривалі періоди відпочинку між робочими періодами для HRW і на службі зовнішньої політики США.
Лівий академік і організатор праці Іммануель Несс пише, що HRW рідко критикує порушення прав людини США та їх союзниками і майже завжди робить висновки, які відповідають позиціям зовнішньої політики Заходу.

## Критика в ході російсько-української війни (2014-дотепер)
3 серпня 2022 Українська Гельсінська спілка з прав людини і Харківська правозахисна група різко розкритикували правозахисну організацію Human Rights Watch за оприлюднену 31 січня доповідь про використання українськими збройними силами протипіхотних мін ПФМ-1 в районі Ізюма в Харківській області. «Ми намагалися зупинити цю публікацію, звернувшись 29 січня напряму до керівництва HRW. Ми пропонували спочатку вивчити це питання через консультації разом з нами з військовими з Міністерства оборони. Проте наші зусилля виявилися марними», — кажуть українські правозахисники. «HRW, як і Amnesty International, користуються значною громадською довірою в Європі та США, і такі звіти підживлюють російську пропаганду та підривають суспільну підтримку постійної військової допомоги Україні з боку західних урядів. Один із ключових принципів законодавства про свободу інформації проголошує, що інформація публікується, якщо шкода від публікації менша, ніж шкода від відмови від публікації. Ми переконані, шо в ситуації, коли Україна є об'єктом агресії значно більш могутньої у військовому відношенні держави, публікація такої доповіді принесе велику шкоду, значно більшу, ніж користь від отримання результатів дослідження», оприлюднення такого звіту несе значні репутаційні ризики для України «та, безсумнівно, вплине на зусилля держави щодо забезпечення постачання західної зброї».– йдеться в заяві.
11 липня 2023 Human Rights Watch опублікувала свій черговий звіт. Його суть зводиться до такого твердження: Росія та Україна використовують касетні боєприпаси, але, Україні їх надавати не можна. Текст сповнений ненадійних, оціночних тверджень.
Влітку 2022 Human Rights Watch звинуватила українську сторону у жорстокому поводженні з російськими військовополоненими, видавши про це свій черговий маніпулятивний звіт. У маніпулятивному тексті доповіді не згадується жодного випадку коли російські окупанти катували цивільних або військових українців. З точки зору цього тексту — росіяни постраждала сторона..
На початку російського повномасштабного вторгнення Human Rights Watch опублікувало ряд статей (1, 2, 3), в яких, зокрема, стверджують про нерівне ставлення до українських біженців та біженців з близького сходу. Начебто українців приймають краще.
2021 рік. У публікацій Human Rights Watch розмірковують над тим, чи має право Україна відключати на власній території пропагандистські канали, які фінансувалися Віктором Медведчуком і просували російську пропаганду. З точки зору Human Rights Watch це «піднімає складні питання».
У 2017 Human Rights Watch закликали тодішнього президента України  Петра Порошенка скасувати заборону російських соцмереж «VK» та «однокласнікі», що знаходяться під контролем ФСБ. Мабуть, у Human Rights Watch вирішили, що це дискримінація, адже, схоже, що російським спецслужбам трохи складніше буде шукати інформацію про українців.
У 2016 рік у своєму звіті HRW фактично порівняла ЗСУ з терористами —  звинуватила українців у невибіркових нападах на школи з використанням важкої артилерії, мінометів та ракет. У цьому ж звіті організація де-факто визнала владу терористів «ДНР»/«ЛНР». При цьому HRW вперто ігнорує той факт, що росіяни, які називають себе військовими «ДНР», не соромляться розміщувати свої штаби у школах і дитячих садочках.
У червні 2016 року організація знову звернулась до Петра Порошенка із  закликом  скасувати заборону на в'їзд до України 17 російським журналістам, серед яких Маргаріта Сімоньян. Заголовок цієї статті звучить як: «Скасуйте санкції, поважайте свободу ЗМІ».
У 2014 рік під Революції Гідності, Старший науковий співробітник HRW Юлія Горбунова, у своїй статті дає «поради» тодішньому президенту України Віктору Януковичу, використовуючи вкрай неоднозначне твердження: «Police need to distinguish between those who are fighting and those who are not» ("Поліції слід вміти визначити, хто веде бій, а хто — ні). Наступного дня, 20 лютого 2014 року, було смертельно поранені 48 мирних учасників Революції Гідності.
жовтень 2014 — звинуватили Україну в обстрілі Донецька касетними боєприпасами;
травень 2014 — заклик звільнити пропагандиста Артема Ілларіонова;
травень 2014 — закликали дозволити прихильнику «ЛНР»/«ДНР» і про-російському пропагандисту Грехаму Філіпсу працювати журналістом;
травень 2014 — висловили занепокоєння через фото Олега Ляшка поруч із затриманим «міністром оборони „ДНР“» Ігорєм Какідзяновим.
квітень 2014 — закликали виконувача обов'язків Президента України Олександра Турчинова не підписувати закон про люстрацію судів.
Розглянувши ці факти, вже складається враження систематичної про-російській упередженості організації.

## Звинувачення щодо Латинської Америки
Роберт Найман, політичний директор Just Foreign Policy, писав, що HRW «часто перебуває під сильним впливом» зовнішньої політики США.

### Венесуела
Робота HRW у Венесуелі викликала суперечки у вересні 2008 року, коли уряд країни видворив двох співробітників HRW, звинувачених в «антидержавній діяльності». Тоді міністр закордонних справ Ніколас Мадуро заявив: «Ці групи, які виглядають як правозахисники, фінансуються США. Вони дотримуються політики нападу на країни, які будують нові економічні моделі». У доповіді підкреслюється дискримінація адміністрацією Чавеса політичних опонентів і свободи слова. За словами одного з виключених членів, рішення венесуельського уряду суперечило законам Венесуели.
Після того, як HRW опублікувала доповідь (Десятиліття під Чавесом: політична нетерпимість і втрачені можливості для просування прав людини у Венесуелі), в якій задокументовано зловживання уряду Чавеса, 118 науковців, активістів і режисерів з Аргентини, Австралії, Бразилії, Мексики, США Великобританія, Венесуела та інші країни підписали лист, написаний американськими вченими Мігелем Тінкером Саласом, Грегорі Вілпертом і Грегом Грандіном, у якому критикують організацію за уявну упередженість щодо уряду Венесуели. У відкритому листі звіт критикувався, кажучи, що він «не відповідає навіть мінімальним стандартам науковості, неупередженості, точності чи достовірності». Директор HRW Кеннет Рот відповів, що лист спотворює «як зміст, так і вихідний матеріал звіту». Приблизно в той же час ірландський журналіст Г'ю О'Шонессі звинуватив HRW у використанні неправдивої та оманливої інформації, заявивши, що доповідь «підготовлена з певним упередженням Вашингтона, що нічого не знає». Том Портіус, директор HRW у Лондоні, сказав, що О'Шонессі « … не тільки не надає жодних доказів для цих звинувачень», але « …що більш серйозно, він спотворює позицію HRW у своїй очевидній рішучості підірвати нашу заслужену міжнародну репутацію щодо точності та неупередженості».

### Гондурас
21 серпня 2009 року 93 вчені та автори з Великої Британії, США, Канади, Австралії, Мексики, Колумбії та інших країн опублікували відкритого листа, в якому критикували «відсутність заяв і звітів» HRW про порушення прав людини в Гондурасі після 8 липня 2009 року. після державного перевороту 28 червня. За словами його авторів, після 8 липня HRW не «підняла тривогу через позасудові вбивства, довільні затримання, фізичні напади та напади на пресу, багато з яких були ретельно задокументовані, які мали місце в Гондурасі, у більшості країн. справи режиму державного перевороту проти прихильників демократичного та конституційного уряду Мануеля Селайї»; вони попросили HRW виступити з різкою заявою проти порушень прав людини та провести власне розслідування. Підписанти листа заявили, що адміністрація Обами підтримує де-факто уряд Роберто Мікелетті, надаючи «гроші допомоги через рахунок „Виклики тисячоліття“ та інші джерела», навчаючи гондураських військових студентів у Школі Америки та ігноруючи ситуацію з правами людини в Гондурасі. Через чотири дні HRW опублікувала стислий виклад попередньої версії доповіді Міжамериканського суду з прав людини в Гондурасі (IACHR), опублікованої 21 серпня, і цитувала свої попередні звіти (опубліковані до 8 Липень): «Враховуючи масштаби передбачуваних зловживань та історію кривавих переворотів у регіоні, що призвели до масових порушень, правозахисники вважали, що ситуація вимагає прямого втручання найавторитетнішого слідчого органу регіону з прав людини, Міжамериканської комісії з прав людини. права».

## Критика щодо Близького Сходу

### Звинувачення в антисемітизмі
Організацію також звинуватили в ігноруванні антисемітизму або в тому, що вона сама є антисемітською. У 2005 році у своїй промові перед Антидифамаційною лігою колишній міністр закордонних справ Іспанії Ана Паласіо сказала: «НУО, такі як HRW або Amnesty International, приділяють мало уваги антисемітизму». ADL також зазначив: «Хоча HRW у звіті від 3 травня визнала відсутність доказів різанини [в Дженіні] і те, що палестинські озброєні люди сприяли створенню небезпеки для палестинських цивільних, вони продовжували наголошувати, що було prima facie докази того, що Ізраїль вчинив військові злочини». У The New York Sun національний директор ADL Абрахам Фоксман розкритикував використання Ротом «класичного антисемітського стереотипу про євреїв». У 2012 році «Нова Європа» заявила, що HRW «нібито видалила у своїх звітах згадки про попередню співпрацю з режимом Каддафі, включно з роллю директора організації Сари Лі Вітсон, керівника Близького Сходу і Африки, у рекламі Саїфа аль-Іслама Каддафі як реформатора».

### Звинувачення щодо Набіля Раджаба та Товариства Аль Тадждід (культ Альсафара)
У 2023 році Набіл Раджаб, правозахисник із Бахрейну та член Консультативного комітету Близькосхідного відділу HRW, зіткнувся з звинуваченнями в корупції та упередженості через його родинні зв'язки з суперечливою організацією Al Tajdeed Society. Голова товариства Редха Раджаб є братом Набіля. Звинувачення набули популярності після того, як племінник Набіля, доктор Алі Раджаб, колишній член товариства, закликав свого дядька провести розслідування, щоб вивчити звинувачення в тому, що товариство було прикриттям для культу та займалося переслідуваннями та образливими практиками.
Доктор Алі Раджаб стверджував, що «культ Альсафара» заснував Абдулвахаб Альбасрі під час відбування покарання у в'язниці Джав у 1980-х роках. Колишні члени культу, в тому числі Басема Кассаб, підтримали ці заяви в своїх інтерв'ю, книгах і висловили підтримку доктору Алі. Станом на 16 червня 2023 року Набіл Раджаб не виступав публічно з ініціативою доктора Алі.
Після цих звинувачень прокуратура Бахрейну та місцева влада провели розслідування та знайшли докази систематичних порушень прав людини з метою контролю за послідовниками, які здійснювалися суспільством, включаючи примусові шлюби та примусове затримання, що в деяких випадках призводило до спроб самогубства. 21 травня 2023 року Редха Раджаб, брат Набіля і голова товариства AlTajdeed, був засуджений до в'язниці.
За даними різних ЗМІ, ці події викликали обурення та викликали занепокоєння щодо участі та мотивів Набіла в суспільстві та його діях. Були публічні розслідування щодо впливу суспільства AlTajdeed на Набіля Раджаба через його родинні зв'язки. Виявилося, що син Раджаба, Адам, був одружений на дочці Хасана Мохамеді, члена товариства AlTajdeed, який публічно сексуально домагався доктора Алі Раджаба в Twitter. Набіл Раджаб був звинувачений у використанні свого впливу в правозахисних організаціях для підтримки AlTajdeed та ігноруванні звинувачень у порушеннях прав людини групою та запитом його племінника розслідувати «Культ», не звертаючись до них.
В інтерв'ю від 12 червня 2023 року, опублікованому на Muwatin, Набіл Раджаб розповів, що під час ув'язнення він перебував у камері з ув'язненими ІДІЛ і підтримував з ними добрі стосунки навіть після звільнення. Це відкриття ще більше підігріло суперечки навколо його зв'язків з Аль-Тадждідом (культ Альсафара) та ігнорування ініціативи його племінника провести неупереджене розслідування практик культу, зберігаючи при цьому добрі стосунки з екстремістами, засудженими за звинуваченнями в тероризмі. HRW опублікувала заяву, в якій захищає право AlTajdeed на свободу слова, не згадуючи звинувачень у порушенні прав людини, висловлених доктором Алі Раджабом, і культовий аспект, який підтримали кілька колишніх членів. На відміну від цього, інші організації, такі як Amnesty International, дотримувалися неупередженого підходу, оприлюднивши заяву, в якій висловили серйозну стурбованість поганим поводженням групи з її членами, а також засудили державне переслідування людей за їхні думки, переконання та заяви.

## Критика арабо-ізраїльського конфлікту

### Звинувачення в антиізраїльській упередженості
HRW звинувачували в упередженості щодо Ізраїлю і в антиізраїльській програмі.
Роберт Бернштейн писав, що, зосередившись на Ізраїлі та нехтуючи порушеннями прав людини менш вільними державами Близького Сходу, HRW відкинула «важливу відмінність між відкритим і закритим суспільствами». У відповідь Ар'є Неєр, співзасновник HRW і колишній виконавчий директор, сказав, що «неправильно припускати, що відкриті суспільства слід позбавити від критики за порушення прав людини». Неєр також сказав, що відмінність Роберта Бернстайна між «порушеннями, скоєними в процесі самозахисту, і тими, що вчинені навмисно», не проводиться за законами війни і є небезпечною. «На таких підставах такі групи, як Аль-Каїда в Іраку» (яка «вбила десятки тисяч мирних жителів після» американського вторгнення в 2003 році) могли б виправдати свої злочини.
Пишучи в Wall Street Journal у 2009 році про суперечливий захід зі збору коштів, який HRW провела в Ер-Ріяді, Саудівська Аравія, Ной Поллак заявив, що організація демонструє сильну упередженість проти Ізраїлю. Поллак зазначив, що з 2006 по 2009 роки звіти HRW про ізраїльсько-арабський конфлікт були майже повністю присвячені засудженню Ізраїлю (87 критики поведінки Ізраїлю проти палестинців і Хезболли проти восьми критики палестинських груп і чотирьох Хезболли за напади на Ізраїль).
Для статті Jerusalem Post Натан Щаранський сказав: «Ось організація, створена доброю волею вільного світу для боротьби з порушеннями прав людини, яка стала інструментом у руках диктаторських режимів для боротьби з демократією. … Настав час називати речі своїми іменами. Справжня діяльність цієї організації сьогодні дуже далека від того, для чого вона була створена 30 років тому: проливати світло в темні місця, де насправді немає іншого способу дізнатися, що відбувається з правами людини». HRW Виконавчий директор Кеннет Рот відповів, що «на Ізраїль припадає близько 15 відсотків нашої опублікованої інформації про регіон» і «наше висвітлення війни в регіоні задокументувало порушення з усіх сторін». За словами Рота, «нездатність притягнути винних до відповідальності Ізраїль посилює гнів і обурення серед палестинського населення та в арабському світі й підриває поміркованих, які прагнуть до миру». Кореспондент Time Mideast Скотт Маклеод написав у Los Angeles Times, що ізраїльську політику неможливо захистити від такої групи, як HRW.
У листопаді 2012 року в статті The Wall Street Journal Девід Фейт сказав, що в HRW точилися «запеклі дебати» про те, чи нібито заклик Ірану до знищення Ізраїлю є порушенням прав людини. Віце-голова HRW Сід Шейнберг написав у внутрішньому електронному листі, що нічого не робити, поки Ахмадінеджад хоче «вбивати євреїв і знищувати Ізраїль». … це позиція, недостойна нашої великої організації". За словами Кеннета Рота, « Тегеран не підбурює до геноциду, а заяви про протилежне є частиною зусиль бити в барабани війни проти Ірану».
В аналізі, опублікованому Єврейським телеграфним агентством, Рон Кампеас розкритикував звіти HRW: «Реконструкції жахливої смерті мирних жителів, повні ретельно зібраних доказів, поєднані з дивовижними пропусками контексту та змішані в пакет, який припускає притаманну Ізраїлю аморальність», і засудив «зусилля перетворити критику окремих офіцерів і солдатів на повне звинувачення ізраїльського військового істеблішменту та рішення вдатися до військової сили». За словами Кампеаса, звіти HRW про бойові дії в Газі в 2009 році «не оцінюють докази — включно з відеозаписами ізраїльських військ, які ведуть вогонь через присутність цивільних — які надав Ізраїль, щоб показати, що такі інциденти були винятком із вони не розглядають, яких заходів Ізраїль вжив для запобігання загибелі цивільного населення, що було б доречним при розгляді будь-яких заяв про військові злочини».
У жовтні 2009 року Роберт Бернштейн розкритикував політику організації на Близькому Сході в коментарі до New York Times. За словами Бернштейна, «[HRW] все частіше відкидає свою важливу відмінність між відкритим і закритим суспільствами. … Регіон населений авторитарними режимами з жахливими дотриманням прав людини. Проте за останні роки HRW написала набагато більше засуджень Ізраїлю за порушення міжнародного права, ніж будь-якої іншої країни в регіоні.» Директор лондонського відділення HRW Том Портеус відповів, що організація відкидає «очевидні подвійні стандарти» Бернштейна. Будь-яка правозахисна організація, яка заслуговує на довіру, повинна застосовувати однакові стандарти прав людини в усіх країнах." Джейн Олсон і Джонатан Фентон написали в листі до The New York Times : «Нам було прикро бачити, як Роберт Л. Бернштейн стверджує, що Ізраїль має бути судять за іншими стандартами прав людини, ніж решта світу … Поки відкриті суспільства порушують права людини, HRW відіграватиме життєво важливу роль у документуванні цих порушень і закликанні покласти їм кінець». занепокоєння до ради директорів HRW; рада одноголосно відхилила його думку про те, що HRW повинна звітувати лише про закриті суспільства, висловлюючи свою повну підтримку роботі організації.
У квітні 2010 року New Republic опублікувала велику статтю про HRW, критикуючи організацію за «непропорційну увагу до злочинів Ізраїлю». «Роберт Джеймс — бізнесмен, ветеран Другої світової війни та член консультативного комітету Близького Сходу та Північної Африки HRW, який бере участь у HRW майже з самого початку — називає групу „найбільшою НУО“. з часів Червоного Хреста», але стверджує, що воно хронічно нездатне до самоаналізу. «Боб [Бернштейн, засновник і колишній голова HRW] піднімає це питання на Ізраїль», — каже він. Але у HRW є більш базова проблема … Вони не сприймають критики". Згідно з журналом (посилаючись на коментар Бернстайна до The New York Times), «проте, хоч би як важко було оприлюднити, Бернстайн не вірить, що HRW залишила йому багато вибору. „Вони думають, що вислухали мене“, — каже він. „Розумієте, вони думають, що слухали мене, поки не можуть більше слухати. Насправді, вони взагалі не слухали“. У листопаді 2010 року Бернстайн прочитав лекцію Ширлі та Леонарда Ґолдштейн про права людини в Університеті Небраски в Омахі, звинувативши HRW у „звинуваченні Ізраїлю як головного правопорушника“ в ізраїльсько-палестинському конфлікті та припускаючи, що правозахисні групи відповідальні за поляризацію університетських містечок.
У своєму блозі The Washington Post Дженніфер Рубін описала HRW як „антиізраїльську групу, яка маскується під таку, що віддана правам людини“. Орландо Радіс сказав про своє інтерв'ю з Кеннетом Ротом для The Jewish Chronicle : „Це було не стільки інтерв'ю, скільки вправа в запереченні, заплутанні та звичайній старій цензурі“.
У своєму електронному листі в останній день роботи в HRW Даніель Хаас, старший редактор, який покидає пост, звинуватила організацію в політизації її роботи над ізраїльсько-палестинським конфліктом. Вона висловила занепокоєння реакцією HRW на масові вбивства ХАМАС в Ізраїлі 7 жовтня, заявивши, що „роки інституційного повзання завершилися організаційними реакціями, які зруйнували професіоналізм, відмовилися від принципів точності та справедливості та відмовилися від свого обов'язку відстоювати права людини для всіх“..»

#### Інцидент Гарласко
Старшого слідчого HRW Марка Гарласко критикували за колекціонування нацистських пам'яток, а Емма Дейлі підтвердила без уточнення в березні 2010 року, що Гарласко звільнився з HRW минулого місяця. Гарласко, який написав книгу про медалі нацистської епохи, написав на веб-сайті колекціонерів: «Це так круто ! Від шкіряного піджака СС у мене холоне кров, це так КРУТО!» Рон Дермер, тодішній політичний директор Біньяміна Нетаньяху, сказав про Гарласко: «Слідчий військових злочинів, який є завзятим колекціонером і торговцем нацистськими пам'ятними речами, є, мабуть, новим падінням.» HRW виступила зі спростуванням, заявивши, що «звинувачення є явно брехливим і вписується в кампанію, спрямовану на відволікання уваги від строгих і детальних звітів Human Rights Watch про порушення міжнародного права в галузі прав людини та гуманітарного права урядом Ізраїлю», а Гарласко «мав ніколи не мав і не висловлював нацистських чи антисемітських поглядів». Хелена Коббан (колега-аналітик з консультативної ради Human Rights Watch на Близькому Сході) сказала, що Гарласко спілкувався з «людьми, які, очевидно, дійсно є симпатиками до нацистів», що вона назвала «надзвичайно тривожним».
За даними організації, Гарласко «охоплював Ірак як старший аналітик розвідки в Пентагоні», а The Guardian повідомила, що він служив на цій посаді протягом семи років. Під час війни в Іраку в 2003 році він був керівником високоцінного цілевказівника, у 1998 році в групі оцінки бойових збитків під час операції «Лис пустелі» (Ірак) і очолював групу Пентагону з оцінки бойових збитків у Косово в 1999 році. Гарласко також брав участь у понад 50 допитах як предметний експерт.
У статті для The National Алан Філпс написав, що «уряд Нетаньяху та його прихильники мали намір зруйнувати довіру до Ради ООН з прав людини та всіх неурядових організацій (НУО), які працюють у сфері прав людини. … Очевидно, що метою є делегітимізація організації в той час, коли її правовий аналіз збігається з деякими поглядами президента США Барака Обами».
За словами штатного автора Christian Science Monitor Роберта Маркванда, звіт ООН «юрист Річард Голдстоун, голова Комісії правди та примирення Південної Африки, головний прокурор югославського трибуналу з військових злочинів» показав, що незаконне використання білого фосфору узгоджується зі свідченнями очевидця Гарласко. до монітора. Маркванд писав, що це «не гаразд … використовувати Гарласко, щоб відволікти або завуалювати висновки про те, що військові злочини та злочини проти людяності могли мати місце в Газі».

#### Призначення Шавана Джабаріна
У лютому 2011 року HRW призначила Шавана Джабаріна до своєї близькосхідної консультативної ради. Верховний суд Ізраїлю назвав Джабаріна «доктором Джекілом і містером Хайдом» за його роль у войовничому Народному фронті звільнення Палестини та правозахисній організації «Аль-Хак». Рішення HRW включити Джабаріна до Близькосхідної ради викликало критику.

### Відповідь на критику
Програмний директор HRW Ієн Левін сказав у серпні 2009 року: «Якщо ізраїльський уряд хоче змусити критиків замовкнути, він повинен повністю розслідувати звинувачення у протиправних діях і вжити заходів, щоб припинити зловживання». У коментарі Jerusalem Post того місяця Кеннет Рот писав, що повідомлення про нещодавні порушення прав людини Ізраїлем «спричинили інтенсивну кампанію ізраїльського уряду та деяких його некритичних прихильників, щоб наклепити месенджерів і змінити Тема.» За словами Рота, «проблема полягає не в месенджері, який передає новини про цю неправомірну поведінку, будь то суддя Голдстоун або правозахисні групи, які стали мішенню кампанії дезінформації, розпочатої урядом Ізраїлю та деякими прихильниками. Проблема полягає в поведінці ізраїльські військові». Згідно з The Times, «більшість» співробітників HRW на Близькому Сході «мають активістське минуле — було типово, що один нещодавно найнятий дослідник прийшов до HRW з екстремістського антиізраїльського видання Electronic Intifada — навряд чи це заспокоїть тих, хто думає, що людські правозахисні організації повинні бути позапартійними». Пізніше The Times повідомила, що Electronic Intifada опублікувала статті дослідниці HRW без дозволу, і що вона «не була безпосередньо найнятою цією групою».
Після звіту Голдстоуна 2009 року HRW звинуватила Ізраїль та його прихильників в організованій кампанії неправдивих звинувачень і дезінформації, спрямованих на дискредитацію групи через її висновки щодо війни в Газі. Організація пов'язала критику із заявою високопоставленого чиновника в офісі прем'єр-міністра Ізраїлю в червні 2009 року, який пообіцяв «присвятити час і людську силу для боротьби з» правозахисними організаціями. За словами HRW, критика була організованою. Атаки з різних джерел, зі схожою мовою та аргументами, передбачали попередню координацію. Ієн Левін з HRW сказав: «Нам доводиться витрачати багато часу на відкидання брехні, неправди та дезінформації». Група з 10 ізраїльських правозахисних груп звинуватила ізраїльський уряд у спробі «вселити страх і замовкнути або насторожити життєво важливі організації», які вели відкритий публічний дискурс.

## Критика з боку уряду Єгипту
14 серпня 2014 року виповнюється річниця розгону єгипетською поліцією сидячих протестів на підтримку Мурсі на площах Рабаа аль-Адавія та Нахда, що призвели до зіткнень, у результаті яких загинули 638 осіб, з яких 43 поліцейські За даними міністерства охорони здоров'я Єгипту, HRW опублікувала звіт, в якому звинуватила сили безпеки в застосуванні надмірної сили, а також стверджувала, що розгін був спланований на найвищому рівні єгипетського уряду. За даними HRW, кількість загиблих коливалася від 817 до приблизно 1000. У HRW заявили, що дії поліції, ймовірно, можна назвати «злочинами проти людства».
Однак в офіційній заяві Державної інформаційної служби уряд Єгипту розкритикував HRW, стверджуючи, що звіту організації бракує прозорості, ігнорується насильство з боку протестувальників і що він був упереджений на користь Братів-мусульман. Внаслідок публікації звіту виконавчий директор Кеннет Рот і директор Близького Сходу та Північної Африки Сара Ліа Вітсон, що працює в HRW, які мали публічно представити звіт журналістам і дипломатам, були затримані владою на кілька годин і депортовані з Єгипту.
У заяві міністерства внутрішніх справ Єгипту на своїй офіційній сторінці у Facebook HRW звинуватили в незаконній діяльності в Єгипті без дозволів влади.

## Критика з боку уряду Ефіопії та місцевих правозахисних організацій

### 1991— березень 2018 | Ефіопський народний революційно-демократичний фронт під проводом Ефіопії
Уряд Ефіопії підняв питання щодо методів HRW, замовивши доповідь, у якій «звинувачення Human Rights Watch щодо зловживань в Огадені відкидаються як чутки, а її методи — як лякання».

### Квітень 2018— по теперішній час | Ефіопія під керівництвом Партії процвітання
Ефіопська комісія з прав людини (EHRC) заперечила достовірність звинувачень Рота в тому, що уряд Ефіопії є корумпованим і використовує фінансування міжнародної допомоги для «репресивних цілей». EHRC звинуватив Рота в неупередженості, спричиненій бажанням «задобрити… багатих фінансистів». Він процитував його оцінку Програми демократичних інститутів (DIP) як «поверхневу» і сказав, що його звинувачення в корупції ґрунтуються на «поганій методології». EHRC також назвав його рекомендації «суперечністю», яка закликає «заохочувати права людини за рахунок програм з прав людини та їх виконавців».

## Уряд Бангладешу намагався переслідувати HRW
Спеціальний трибунал, який розглядає військові злочини під час війни Бангладеш за незалежність з Пакистаном у 1971 році, попросив Human Rights Watch пояснити, чому його не слід звинуватити в неповазі до суду за заяву організації про те, що судовий процес над колишнім лідером ісламської партії Гуламом Азамом був «глибоко помилковим». і не відповідав міжнародним стандартам. Азам був засуджений до 90 років ув'язнення за військові злочини. Посол США в Бангладеш висловив занепокоєння щодо дії прокуратури проти організації.

## Критика з боку в'єтнамського уряду та державних організацій
Через позицію В'єтнаму як однопартійної соціалістичної держави, в'єтнамська держава є частим об'єктом критики та звинувачень з боку HRW, що призвело до різких відповідей і критики з боку багатьох частин в'єтнамського уряду проти організації.
У 2024 році, коментуючи звинувачення в расових упередженнях, які були пов'язані з нападами на Đắk Lắk у 2023 році, Міністерство закордонних справ країни розкритикувало та засудило HRW за «фактично неточну та сфабриковану інформацію в їхніх звітах». В'єтнамський дипломат зазначив, що «це не вперше ця організація висуває такі упереджені звинувачення зі злими намірами проти В'єтнаму, спрямовані на саботування соціально-економічного розвитку та посіяння розбрату між В'єтнамом і міжнародним співтовариством».
Народна армійська газета, офіційне інформаційне агентство національної військової Народної армії В'єтнаму, оголосила звіти HRW проти В'єтнаму «невідомими», «зрадницькими» та «безпідставними». Газета також звинуватила HRW у підтримці антисоціалістичних організацій, спрямованих на здійснення кольорових революцій проти існуючих держав, а також у неналежному відстоюванні та вихвалянні незаконних дисидентів і екстремальних активістів проти уряду В'єтнаму. Тим часом, військовий National Defense Journal описав організацію як «абсурдну та дивну», поставивши під сумнів кваліфікацію HRW самопроголошувати власні функції, права та юрисдикцію «моніторингу світової ситуації з правами людини» шляхом «втручання у внутрішні справи націй», зазначивши, що HRW є просто приватною організацією, але завжди намагається вимагати від урядів робити все, що відповідає її власним стандартам і перспективам.